# Michael Kozarac
Michael Kozarac (* 28. Juni 2001) ist ein österreichischer Fußballspieler.

## Karriere
Kozarac begann seine Karriere beim SK Vorwärts Steyr. Zur Saison 2016/17 wechselte er zum ATSV Stein. Im März 2018 wechselte er zum sechstklassigen ASV Bewegung Steyr. In eineinhalb Jahren bei Bewegung Steyr kam er zu 19 Einsätzen in der Bezirksliga. Zur Saison 2019/20 kehrte er zu Vorwärts Steyr zurück, wo er sich den ebenfalls sechstklassigen Amateuren anschloss. In seinen ersten zwei Jahren bei Vorwärts kam er zu 20 Bezirksligaeinsätzen, in denen er drei Tore erzielte.
Im Juli 2021 stand er gegen den SV Horn erstmals im Kader der Profis von Vorwärts. Sein Debüt für diese in der 2. Liga gab er im August 2021, als er am zweiten Spieltag der Saison 2021/22 gegen den FC Blau-Weiß Linz in der 88. Minute für Patrick Bilic eingewechselt wurde. Dies blieb sein einziger Profieinsatz in Steyr.
Zur Saison 2022/23 wechselte er zum fünftklassigen ASKÖ Donau Linz.